# كأس ألبانيا 2008–09
كأس ألبانيا 2008–09 (بالألبانية: Kupa e Shqipërisë 2008-09‏) هو الموسم 57 من كأس ألبانيا. أقيم خلال الفترة 24 سبتمبر 2008 وحتى 6 مايو 2009، وأشرف على تنظيمه اتحاد ألبانيا لكرة القدم، وفاز فيه نادي فلامورتاري فلوره.